# 智利13频道
13频道（西班牙語：Canal 13）是智利的一家地面电视频道，1959年8月21日由智利天主教大学的工程师创办。是智利第二古老的电视台。曾由智利天主教大学管理，该电视台由卢克希奇集团持有，其总部位于圣地亚哥。

## 頻道
- Canal 13
- Canal 13 HD
- 13i （国际台）
- 13C
- Rec TV
- T13 En Vivo

## 外部連結
- 官方網站 （页面存档备份，存于）（西班牙文）